# اوکراین در المپیک تابستانی ۲۰۲۴
کاروان المپیکی اوکراین، یکی از کاروان‌های شرکت‌کننده در بازی‌های المپیک تابستانی ۲۰۲۴ بود. این دوره از بازی‌ها از ۲۶ ژوئیه تا ۱۱ اوت ۲۰۲۴ (۵ تا ۲۱ امرداد ۱۴۰۳ خورشیدی) به میزبانی پاریس، پایتخت فرانسه برگزار شد. این حضور هشتمین حضور کاروان مستقلی از اوکراین در دوران پساشوروی و نخستین دوره پس از حمله روسیه به اوکراین بود. روی‌هم‌رفته ۱۴۰ ورزشکار اوکراینی در بحبوحه یورش روسی به کشورشان در المپیک شرکت کردند که از دید شمارش، کمترین میزان حضور اوکراینی‌ها بود.
کاروان اوکراین موفق شد ۱۲ مدال شامل سه طلا کسب کنند که بدترین نتیجه به‌دست آمده پس از المپیک ۲۰۱۶ ریو بود.

## مدال‌آوران
| مدال | ورزشکار                                                     | ورزش        | رویداد                           | تاریخ    |
| ---- | ----------------------------------------------------------- | ----------- | -------------------------------- | -------- |
| طلا  | اولگا خارلان آلینا کوماشچوک اولنا کراواتسکا یولیا باکاستووا | شمشیربازی   | تیم سابر زنان                    | ۳ اوت    |
| طلا  | یاروسلاوا ماهوچیخ                                           | دو و میدانی | پرش ارتفاع زنان                  | ۴ اوت    |
| طلا  | اولکساندر خیژنیاک                                           | بوکس        | میان‌وزن مردان                    | ۷ اوت    |
| نقره | سرگی کولیش                                                  | تیراندازی   | تفنگ بادی سه موقعیت ۵۰ متر مردان | ۱ اوت    |
| نقره | ایلیا کوتون                                                 | ژیمناستیک   | میله پارالل مردان                | ۵ اوت    |
| نقره | پرویز نصیب‌اف                                                | کشتی        | ۶۷ کیلوگرم فرنگی مردان           | ۸ اوت    |
| نقره | لیودمیلا لوزان آناستازیا چتوریکووا                          | قایقرانی    | کانو دونفره ۵۰۰ متر زنان         | ۹ اوت    |
| نقره | ایرینا کولیادنکو                                            | کشتی        | ۶۲ کیلوگرم آزاد زنان             | ۱۰ اوت   |
| برنز | اولگا خارلان                                                | شمشیربازی   | سابر زنان                        | ۲۹ ژوئیه |
| برنز | ایرینا هراشچنکو                                             | دو و میدانی | پرش ارتفاع زنان                  | ۴ اوت    |
| برنز | میخایلو کوخان                                               | دو و میدانی | پرتاب چکش مردان                  | ۴ اوت    |
| برنز | ژان بلنیوک                                                  | کشتی        | ۸۷ کیلوگرم فرنگی مردان           | ۸ اوت    |

## شرکت‌کنندگان
در جدول زیر، شمار ورزشکاران اوکراینی به تفکیک ذکر شده است.
| ورزش              | مردان | زنان | کل  |
| ----------------- | ----- | ---- | --- |
| تیراندازی با کمان | ۱     | ۱    | ۲   |
| شنای موزون        | ۰     | ۲    | ۲   |
| دو و میدانی       | ۱۱    | ۱۴   | ۲۵  |
| بدمینتون          | ۰     | ۱    | ۱   |
| بوکس              | ۳     | ۰    | ۳   |
| رقص بریک          | ۱     | ۲    | ۳   |
| قایقرانی          | ۵     | ۴    | ۹   |
| دوچرخه‌سواری       | ۲     | ۲    | ۴   |
| شیرجه             | ۵     | ۴    | ۹   |
| شمشیربازی         | ۰     | ۷    | ۷   |
| فوتبال            | ۱۸    | ۰    | ۱۸  |
| ژیمناستیک         | ۵     | ۷    | ۱۲  |
| جودو              | ۲     | ۳    | ۵   |
| پنج‌گانه مدرن      | ۲     | ۱    | ۳   |
| روئینگ            | ۲     | ۴    | ۶   |
| تیراندازی         | ۴     | ۲    | ۶   |
| سنگ‌نوردی          | ۱     | ۱    | ۲   |
| شنا               | ۴     | ۱    | ۵   |
| تنیس روی میز      | ۱     | ۲    | ۳   |
| تنیس              | ۰     | ۵    | ۵   |
| وزنه‌برداری        | ۰     | ۱    | ۱   |
| کشتی              | ۵     | ۴    | ۹   |
| کل                | ۷۲    | ۶۸   | ۱۴۰ |